# Juan José Manauta
Juan José Manauta (Gualeguay, 14 de diciembre de 1919 - Buenos Aires, 23 de abril de 2013) fue un escritor y poeta argentino.

## Carrera
Su madre era maestra de escuela.

Mi madre era directora de una escuela infantil suburbana, así llamadas en Entre Ríos, escuelas de alfabetización destinadas a familias pobres. Bueno, yo nací allí. Seguro que tomé la historia de alguno de mis compañeros de esa infancia. De adulto empecé a recordar, porque no la escribí en Gualeguay sino en Buenos Aires... Odiseo [el personaje de la novela Las tierras blancas] y sus amigos iban a la escuela de mi madre. Los conocí allí.

En 1937 se recibe de maestro normal, y en 1938 se traslada a La Plata para estudiar Letras. Tiene como profesores a Pedro Henríquez Ureña, Amado Alonso, Arturo Capdevila y Ricardo Levene, entre otros. Durante los cuatro años que permanece en esa ciudad establece contacto con los poetas León Benarós, Vicente Barbieri, Alberto Ponce de León y Carlos Ringuelet, todos ellos testigos y críticos de sus primeros escritos. En 1942 obtiene el título de Profesor en Letras otorgado por la Facultad de Humanidades de la Universidad Nacional de La Plata, aunque nunca ejercerá esta profesión. Se traslada a Buenos Aires, donde se desempeña como vendedor de libros para la editorial Signos. Comienza a publicar su obra a partir de 1944.

El lenguaje entrerriano tiene características particulares: es una especie de isla. Durante décadas no hubo túneles ni puentes, era difícil llegar. A veces un viaje a Gualeguay desde acá duraba doce horas: ahora cuesta tres. Durante mi infancia Buenos Aires estaba lejos, y eso incluía también al lenguaje. En ese sentido, Entre Ríos fue lingüísticamente autosuficiente durante muchos años. Le doy un ejemplo sencillo: a un pan que acá le llamamos felipe, allá le llamamos telera. Es un término que viene de España, directamente. Esa palabra quedó en Gualeguay, nomás. Bueno, yo creo que esa característica geográfica le impuso al entrerriano cierta autonomía, autosuficiencia cultural. Probablemente eso esté patentizado en mis textos: no es algo que yo haya querido evitar.

En 1959 se estrenó en Buenos Aires la película Las tierras blancas, dirigida por Hugo del Carril, basada en la novela homónima de Manauta, en la que también participó como intérprete. En 1960 Río abajo, dirigida por Enrique Dawi, basada en un libro de Lobodón Garra, con guion de Manauta. En 1989 se estrenó el cortometraje Tren Gaucho, basado en uno de sus cuentos.
En 1998, la cantante Liliana Herrero grabó «Zamba del lino», con música de Oscar Matus y letra de Juan José Manauta, incluida en el disco El tiempo quizás... (1998).
En agosto de 2012 la Universidad Nacional de Entre Ríos lo distinguió como doctor honoris causa.
En abril de 2013, fue internado en el Sanatorio Colegiales ―situado en el barrio de Colegiales― por problemas respiratorios.
Falleció en ese sanatorio el 23 de abril de 2013, a los 93 años.
Fue velado en la Biblioteca Nacional.
Según su deseo, sus restos fueron cremados y esparcidos por el río Gualeguay.

## Obra
- 1944 "La mujer del silencio" (poesía)
- 1952 "Los aventados" (novela)
- 1956 "Las tierras blancas" (novela)
- 1958 "Papá José" (novela)
- 1961 "Cuentos para Doña Dolorida" (cuentos)
- 1980 "Los degolladores" (cuentos)
- 1985 "Disparos en la calle" (cuentos)
- 1993 "Mayo del ´69" (novela)
- 1995 "Colinas de Octubre"
- 1997 "Las tierras blancas" (novela, reedición)
- 1998 "El llevador de almas" (antología)[4]
- 2006 "Cuentos Completos" (cuentos)

## Premios
- 1961 Premio Fondo Nacional de las Artes, por "Cuentos para Doña Dolorida".
- 1980 Faja de Honor de la Sociedad Argentina de Escritores, por "Los degolladores".
- 1985 Premio Municipal de la Ciudad de Buenos Aires por "Disparos en la calle".
- 1994 Premio Konex (Diploma al Mérito) en la categoría Cuento: quinquenio 1984-1988.
- 1995 Premio Fray Mocho por "Colinas de Octubre"[4]
- 2012 Doctor honoris causa de la Universidad Nacional de Entre Ríos.[6]